# Challand-Saint-Victor
Challand-Saint-Victor é uma comuna italiana da região do Vale de Aosta com cerca de 585 habitantes. Estende-se por uma área de 25 km², tendo uma densidade populacional de 23 hab/km². Faz fronteira com Arnad, Challand-Saint-Anselme, Emarèse, Issime, Montjovet, Verrès.

## Demografia
| Variação demográfica do município entre 1861 e 2011                               |
|                                                                                   |
| Fonte: Istituto Nazionale di Statistica (ISTAT) - Elaboração gráfica da Wikipedia |